# Il diabolico dottor Maniac
Il diabolico dottor Maniac è il quinto libro della saga Horrorland, di Piccoli Brividi, scritta da R.L. Stine.

## Edizioni
- R. L. Stine, Il diabolico dottor Maniac, traduzione di Beatrice Bellini, collana Horrorland, Arnoldo Mondadori Editore, 2008,  p. 167.